# Vorrei dirti che è facile
Vorrei dirti che è facile è il singolo d'esordio di Daniele Battaglia, cantato in duetto con la cantante Brenda.
Il singolo ottiene un inaspettato successo, riuscendo ad arrivare dopo poche settimane dalla sua uscita alla posizione numero uno dei singoli più venduti in Italia.
Il brano è stato successivamente inserito nel primo album di Battaglia uscito nel 2008 Tutto il mare che vorrei

## Tracce
1. Vorrei dirti che è facile
2. Vorrei dirti che è facile (instrumental)
3. Vorrei dirti che è facile (tu con Daniele)
4. Vorrei dirti che è facile (tu con Brenda)

## Andamento nella classifica italiana singoli
| Posizione Raggiunta | 8 | 3 | 3 | 1 | 1 | 5 | 8 | 19 | 19 | 17 |